# Sociedad Ciclista Iurreta
La Sociedad Ciclista Iurreta (en euskera y oficialmente: Iurreta Txirrindulari Elkartea) de Yurreta (Vizcaya, País Vasco, España) es una institución sin ánimo de lucro, fundada en 1983, que tiene como ámbito de actuación el ciclismo.
Organizó hasta 2008 inclusive la Emakumeen Bira, una vuelta ciclista por etapas profesional de féminas que forma parte del calendario UCI de mujeres élite, y que desde entonces es organizada por una sociedad independiente y específica, pasando el club a dedicarse fundamentalmente al cicloturismo.